# Виктория Бекъм
Вижте пояснителната страница за други личности с името Виктория.
Виктория Карълайн, лейди Бекъм (на английски: Victoria Caroline, Lady Beckham) е английска поп певица, танцьорка, моден дизайнер и бизнес дама. Тя става известна като член на популярната в края на 1990-те група „Spice Girls“, където е наречена Пош Спайс (posh – шикозен).

## Семейство
Виктория е първо дете в семейството на Жаклин и Антъни Адамс. С времето семейството се увеличава с втората им дъщеря Луиз и сина им Кристиян. Родителите успяват да осигурят добър жизнен статус на децата си. Едва седемгодишна, Виктория е решена да се превърне в звезда, силно повлияна от филма „Слава“. Така младата амбиция попада в известното театрално училище Джейсън.

## Spice Girls (Спайс Гърлс)
На 17 години Виктория завършва театралното училище и продължава звездния си път в колеж за изкуства и театър, където изучава танци и мода. През този период попада на реклама във вестник, в която се търсят забележими, талантливи и амбициозни певици и изпълнители. 400 жени участват на кастинга. За бъдещата поп-група са избрани Виктория (Пош), Мелани Браун (Мел Би), Ема Бънтън, Мелани Чизхолм (Мел Си – Спорти) и Гери Халиуел (Джинджър). Петорката се превръща в най-успешната женска група на столетието – Спайс Гърлс. Следва първият сингъл – „Wannabe“, който изстрелва момичетата на върха. Те не спират да радват феновете с незабравими хитове като Say You'll Be There и 2 Become One. 
Всичко се променя през 1998, когато един от лидерите на групата, Гери Халиуел, напуска. Останалите „спайски“ продължават без нея за известно време, но сватбите, майчинството и соловите кариери взимат превес. Пош остава последната от Спайс гърлс, която се изявява соло. След разпадането на групата Бекъм продължава да се занимава с поп музика и попада в UK Top 10.
Албумът ѝ обаче Not Such An Innocent Girl е буквално незабелязан от появата на хитовия албум на Кайли Миноуг – Can't Get You Out Of My Head.
Въпреки че Виктория издава свой хит и едноименен дебютен албум през 2001, семейството е на първо място в живота ѝ. След провала на проекта ѝ през май 2003 с американския хип-хоп изпълнител Деймиън Даш, тя съсредоточава вниманието си върху модата, като си сътрудничи с няколко международни марки.
Въпреки това тя е международно известна предимно като поп икона, обществена личност и предприемач.

## Семейство Бекъм
От 1999 г. е съпруга на английския футболист Дейвид Бекъм, от когото има трима синове и една дъщеря. През 2007 двамата, заедно с децата си, се преместват да живеят в САЩ. Малко след това Виктория има кратко участие в един от епизодите на сериала Грозната Бети.
1997 е годината, в която на мач на Манчестър Юнайтед Виктория среща футболиста Дейвид Бекъм, който държи да се запознае с шеметната петорка. Двамата започват да излизат и това предизвиква всеобщ медиен интерес. 23-годишният Дейвид Бекъм предлага брак на 24-годишната Виктория, като ѝ подарява трикаратов диамантен пръстен на обща стойност 65 000 долара. След като приема предложението, певицата връща жеста на бъдещия си съпруг, като му подарява гривна с 96 диаманта на стойност 80 000 долара. Първото дете на звездната двойка се ражда на 4 март 1999 г. – момчето Бруклин. Четири месеца след раждането на сина им Виктория и Дейвид вдигат сватба в Ирландия. След скорошното си раждане Виктория изглежда по-добре от всякога в сватбената си рокля с корсет с диаметър 46 cm.
Следваща изненада, която приготвя поп иконата, е появата ѝ на ревю на дъщерята на Мик Джагър – Джейд. Г-жа Бекъм успява да втрещи всички със слабата си осанка. На 1 септември 2002 г. сем. Бекъм посрещат своя втори син, Ромео. През февруари 2005 приветстват вкъщи третия си син – Круз. След три момчета, през 2011 г. на Виктория и Дейвид Бекъм им се ражда дъщеря – Харпър.

## В света на модата
През 2006 Виктория Бекъм издава наръчника по стил „That Extra Half Inch“ и създава своя линия с дънки, дамски чанти и серия от слънчеви очила с марката DVB.
С увеличаването на модните ѝ ангажименти се увеличават и социалните ѝ контакти. Тя затвърждава приятелството си със звездната двойка Том Круз и Кейти Холмс и е сред поканените на сватбата им в Рим през 2006 г. Завързва и приятелства с други холивудски знаменитости като Дженифър Лопес, Марк Антъни и Уил Смит
През следващата година Дейвид Бекъм подписва договор с американския футболен отбор LA Galaxy и през юли семейството се мести в Калифорния.
През юни 2007 Виктория отново се потапя в света на музиката, като се събира с останалите момичета от Spice Girls за реализирането на албума с най-популярните им хитове, който е последван и от световно турне.
Истинските интереси на Виктория обаче остават в областта на модата. 
През 2009 Виктория създава пролетно-лятна колекция с рокли за новата си марка Victoria Beckham. Постепенно нейната колекцията се разраства, а едни от най-популярните личности от световния шоубизнес избират да носят нейните творения върху червения килим.
През 2013 г. тя създава съвместно с Land Rover дизайн за автомобил, озаглавен Range Rover Evoque Victoria Beckham Special Edition, а г-жа Бекъм дори заговори и за пето дете.
Поредното предизвикателство пред Виктория Бекъм е желанието ѝ да проектира костюми за персонажите във филма „Петдесет нюанса сиво“, адаптиран по едноименната книга от Е. Л. Джеймс.

## Книги
На 13 септември 2001 г. тя издава първата си (автобиографична) книга, озаглавена „Да се научиш да летиш“. В нея Виктория описва детските си години, любовните си истории и живота си с „момичетата“ (Spice Girls). Четивото се превръща в бестселър в американските книжарници. През 2006 г. се появява и втората ѝ книга, озаглавена „Този допълнителен половин инч: косата, токчетата и всичко между тях“ и съдържа съвети за стила и красотата.

## Дискография

### Студийни албуми
- Victoria Beckham (2001)

### Сингли
- Out of Your Mind (2000)
- Not Such an Innocent Girl (2001)
- A Mind of Its Own (2002)
- Let Your Head Go/This Groove (2003)

## Видеоклипове
| Видеоклип                 | Премиера | Албум            |
| ------------------------- | -------- | ---------------- |
| Out of your mind          | 2000     | -                |
| Not such an innocent girl | 2001     | Victoria Beckham |
| A mind of its own         | 2002     | Victoria Beckham |
| Let your head go          | 2003     | -                |
| This groove               | 2003     | -                |